# Anna Martina Gottschick
Anna Martina Gottschick (* 29. September 1914 in Dresden; † 8. November 1995 in Kassel) war eine deutsche Journalistin, Lektorin und Kirchenlieddichterin.
Aufgewachsen in einem schlesischen Pfarrhaus, wurde Anna Martina Gottschick zunächst Journalistin. Von 1937 bis 1945 arbeitete sie beim Erzgebirgischen Volksfreund in Aue.
Anschließend kam sie nach Kassel, wo sie bis 1976 beim Bärenreiter-Verlag als Verlagslektorin und Herausgeberin tätig war.
Neben der Herausgabe von Anthologien wie dem Weihnachtlichen Hausbuch schuf sie Liedtexte für Kirchenlieder. Davon wurde Herr, mach uns stark im Mut, der dich bekennt in das Evangelische Gesangbuch (Nr. 154) sowie das katholische Gotteslob aufgenommen. Der Text entstand auf Anregung von Heinz Werner Zimmermann zur Melodie Sine Nomine des englischen Komponisten Ralph Vaughan Williams, die ursprünglich für For All the Saints entstanden war.

## Werke (Herausgabe)
- Die gute Stunde. Ein Hausbuch zum Vorlesen im kleinen und großen Kreis. Stauda, Kassel, Folge 1: 1955 (3. Auflage 1960); Folge 2: 1957 (2. Auflage 1960)
- Weihnachtliches Hausbuch. Stauda, Kassel 1953; 4., neubearbeitete Auflage 1962
- Alfred Stiehr: Lobgesang eines Lebens. Bärenreiter, Kassel 1964
- Musik und Gesellschaft im Bild. Bärenreiter, Kassel 1966
- Gottesdienst in einem säkularisierten Zeitalter. Stauda, Kassel 1971
- Bärenreiter-Chronik. Bärenreiter, Kassel [u. a.] 1973
- Das Wharncliffe-Stundenbuch. Stauda, Kassel 1981